# 常盤村 (滋賀県)
常盤村（ときわむら）は、滋賀県栗太郡にあった村。現在の草津市の北端、琵琶湖の沿岸にあたる。

## 地理
- 半島：烏丸半島
- 湖沼：琵琶湖、平湖、柳平湖、津田江内湖
- 河川：葉山川、堺川

## 歴史
- 1889年（明治22年）4月1日 - 町村制の施行により、長束村・上寺村・片岡村・下寺村・下物村・芦浦村・穴村・志那村・志那中村・北大萱村の区域をもって発足。
- 1954年（昭和29年）10月15日 - 草津町・老上村・笠縫村・志津村・山田村と合併して草津市が発足。同日常盤村廃止。